# Masters de Canadá 2022
El Masters de Canadá 2022 fue un torneo de tenis que se jugó en pista dura al aire libre. Se trató de la edición 141.ª (para los hombres) y la 130.ª (para las mujeres) del Masters de Canadá, y fue parte de los ATP Tour Masters 1000 de los Torneos ATP en 2022, y de los WTA 1000 en los torneos Torneos WTA en 2022. El torneo femenino se disputó en el estadio Aviva Centre de Toronto, y el masculino en el Uniprix de Montreal, del 8 al 14 de agosto de 2022, el cual pertenece a un conjunto de torneos que formarán parte del US Open Series 2022.

## Puntos y premios

### Distribución de Puntos
| Evento                  | G    | F   | SF  | CF  | R16 | R32 | R64 | C  | C2 | C1 |
| Individuales masculinos | 1000 | 600 | 360 | 180 | 90  | 45  | 10  | 25 | 16 | 0  |
| Dobles masculinos       | 1000 | 600 | 360 | 180 | 90  | 0   | —   | —  | —  | —  |
| Individuales femeninos  | 900  | 585 | 350 | 190 | 105 | 60  | 1   | 30 | 20 | 1  |
| Dobles femeninos        | 900  | 585 | 350 | 190 | 105 | 1   | —   | —  | —  | —  |

### Premios monetarios
| Evento                 | G        | F        | SF       | CF       | Ronda de 16 | Ronda de 32 | Ronda de 64 | Q2     | Q1     |
| Individuales Masculino | $915,295 | $499,830 | $273,320 | $149,085 | $79,745     | $42,760     | $23,690     | $4,360 | $2,220 |
| Individuales Femenino  | $501,975 | $243,920 | $122,190 | $58,185  | $28,030     | $14,360     | $7,745      | $3,150 | $1,905 |
| Dobles Masculino       | $280,830 | $152,550 | $83,790  | $46,230  | $25,420     | $13,870     | —           | —      | —      |
| Dobles Femenino        | $143,600 | $72,534  | $35,910  | $18,075  | $9,170      | $4,530      | —           | —      | —      |

## Cabezas de serie

### Individuales masculino
Los puntos para el torneo de 2021 no eran obligatorios y se incluyeron en la tabla a continuación solo si contaron para la clasificación del jugador a partir del 8 de agosto de 2022. Los jugadores que no estén defendiendo puntos del torneo de 2021 verán reemplazado su 19º mejor resultado por sus puntos del torneo 2022. Los puntos del torneo de 2019 se eliminarán el 8 de agosto de 2022 y, por lo tanto, no se reflejarán en esta tabla.
| N.º | Rank. | Tenista               | Puntos | Puntos por defender | Puntos ganados | Nuevos puntos | Ronda hasta la que avanzó en el torneo               |
| 1   | 1     | Daniil Medvédev       | 7875   | 1000                | 10             | 6885          | Segunda ronda, perdió ante Nick Kyrgios              |
| 2   | 4     | Carlos Alcaraz        | 5035   | 0                   | 10             | 5045          | Segunda ronda, perdió ante Tommy Paul                |
| 3   | 5     | Stefanos Tsitsipas    | 5000   | 360                 | 10             | 4650          | Segunda ronda, perdió ante Jack Draper [Q]           |
| 4   | 7     | Casper Ruud           | 4685   | 180                 | 360            | 4865          | Semifinales, perdió ante Hubert Hurkacz [8]          |
| 5   | 8     | Andrey Rublev         | 3710   | 90                  | 10             | 3630          | Segunda ronda, perdió ante Daniel Evans              |
| 6   | 9     | Félix Auger-Aliassime | 3490   | (45)                | 180            | 3625          | Cuartos de final, perdió ante Casper Ruud [4]        |
| 7   | 12    | Jannik Sinner         | 2895   | 10                  | 90             | 2975          | Tercera ronda, perdió ante Pablo Carreño             |
| 8   | 10    | Hubert Hurkacz        | 3015   | 180                 | 600            | 3435          | Final, perdió ante Pablo Carreño                     |
| 9   | 11    | Cameron Norrie        | 2985   | 10                  | 90             | 3065          | Tercera ronda, perdió ante Félix Auger-Aliassime [6] |
| 10  | 13    | Taylor Fritz          | 2860   | (20)                | 90             | 2930          | Tercera ronda, perdió ante Daniel Evans              |
| 11  | 14    | Matteo Berrettini     | 2430   | 0                   | 10             | 2440          | Primera ronda, perdió ante Pablo Carreño             |
| 12  | 15    | Diego Schwartzman     | 2245   | 90                  | 45             | 2200          | Segunda ronda, perdió ante Albert Ramos              |
| 13  | 16    | Marin Čilić           | 2085   | 45                  | 90             | 2130          | Tercera ronda, perdió ante Tommy Paul                |
| 14  | 17    | Reilly Opelka         | 2010   | 600                 | 0              | 1410          | Baja antes de la primera ronda.                      |
| 15  | 18    | Roberto Bautista      | 1850   | 180                 | 90             | 1760          | Tercera ronda, perdió ante Casper Ruud [4]           |
| 16  | 19    | Grigor Dimitrov       | 1775   | 10                  | 45             | 1810          | Segunda ronda, perdió ante Álex de Miñaur            |
| 17  | 20    | Gaël Monfils          | 1435   | 0                   | 90             | 1525          | Tercera ronda, se retiró ante Jack Draper [Q]        |

#### Bajas masculinas
| Rank. | Tenista          | Puntos antes | Puntos por defender | Puntos ganados | Puntos después | Motivo                                          |
| ----- | ---------------- | ------------ | ------------------- | -------------- | -------------- | ----------------------------------------------- |
| 2     | Alexander Zverev | 6760         | 0                   | 0              | 6760           | Lesión en el tobillo.                           |
| 3     | Rafael Nadal     | 5620         | 0                   | 0              | 5620           | Lesión abdominal.                               |
| 6     | Novak Djokovic   | 4770         | 0                   | 0              | 4770           | Incumplimiento de los requisitos de vacunación. |
| 17    | Reilly Opelka    | 2010         | 600                 | 0              | 1410           | Lesión en el talón.                             |

### Dobles masculino
| Tenista                            | Clasif | Preclasificados |
| Rajeev Ram Joe Salisbury           | 3      | 1               |
| Marcel Granollers Horacio Zeballos | 7      | 2               |
| Wesley Koolhof Neal Skupski        | 11     | 3               |
| Marcelo Arévalo Jean-Julien Rojer  | 17     | 4               |
| Nikola Mektić Mate Pavić           | 19     | 5               |
| Tim Puetz Michael Venus            | 21     | 6               |
| Ivan Dodig Austin Krajicek         | 35     | 7               |
| Juan Sebastián Cabal Robert Farah  | 40     | 8               |

### Individuales femenino
El torneo no es obligatorio en la categoría femenina, los puntos para el torneo de 2021 no eran obligatorios y se incluyeron en la tabla a continuación solo si contaron para la clasificación de la jugadora a partir del 8 de agosto de 2022. Para otras jugadoras, la columna de puntos a defender muestra el menor de la primera de estas opciones:
- Los puntos de su segundo torneo WTA 1000 no obligatorio más alto (que deben contarse en su clasificación).
- Su 16º mejor resultado.

Los puntos a defender serán reemplazados al final del torneo por la primera de estas opciones:
- Los puntos conseguidos por las jugadoras en la edición 2022.
- Su 17º mejor resultado.
- Los puntos de su segundo torneo WTA 1000 no obligatorio más alto.

| N.º | Clasif | Jugadora          | Puntos Antes | Puntos que defender | Puntos ganados | Puntos Después | Actuación en el torneo                            |
| --- | ------ | ----------------- | ------------ | ------------------- | -------------- | -------------- | ------------------------------------------------- |
| 1   | 1      | Iga Świątek       | 8396         | 0                   | 105            | 8501           | Tercera ronda, perdió ante Beatriz Haddad Maia    |
| 2   | 2      | Anett Kontaveit   | 4476         | 1                   | 1              | 4476           | Segunda ronda, perdió ante Jil Teichmann          |
| 3   | 4      | María Sákkari     | 4190         | 105                 | 105            | 4190           | Tercera ronda, perdió ante Karolína Plíšková [14] |
| 4   | 3      | Paula Badosa      | 4190         | 60                  | 25             | 4155           | Segunda ronda, se retiró ante Yulia Putintseva    |
| 5   | 5      | Ons Jabeur        | 4010         | 190                 | 100            | 3920           | Segunda ronda, se retiró ante Qinwen Zheng        |
| 6   | 6      | Aryna Sabalenka   | 3366         | 350                 | 105            | 3121           | Tercera ronda, perdió ante Cori Gauff [10]        |
| 7   | 7      | Jessica Pegula    | 3116         | 350                 | 350            | 3116           | Semifinales, perdió ante Simona Halep [15]        |
| 8   | 8      | Garbiñe Muguruza  | 2886         | 1                   | 1              | 2886           | Tercera ronda, perdió ante Belinda Bencic [12]    |
| 9   | 10     | Emma Raducanu     | 2772         | 31                  | 1              | 2742           | Primera ronda, perdió ante Camila Giorgi          |
| 10  | 11     | Cori Gauff        | 2746         | 190                 | 190            | 2746           | Cuartos de final, perdió ante Simona Halep [16]   |
| 11  | 9      | Daria Kasátkina   | 2800         | 60                  | 55             | 2795           | Primera ronda, perdió ante Bianca Andreescu       |
| 12  | 12     | Belinda Bencic    | 2635         | 60                  | 60             | 2635           | Cuartos de final, perdió ante Beatriz Haddad Maia |
| 13  | 13     | Leylah Fernandez  | 2534         | 25                  | 60             | 2569           | Segunda ronda, perdió ante Beatriz Haddad Maia    |
| 14  | 14     | Karolína Plíšková | 2532         | 585                 | 350            | 2297           | Semifinales, perdió ante Beatriz Haddad Maia      |
| 15  | 15     | Simona Halep      | 2415         | 60                  | 900            | 3255           | Campeona, venció a Beatriz Haddad Maia            |
| 16  | 16     | Jeļena Ostapenko  | 2302         | 1                   | 60             | 2361           | Segunda ronda, perdió ante Alison Riske           |

- Ranking del 1 de agosto de 2022.[6]

#### Bajas femeninas
| Rank. | Tenista          | Puntos antes | Puntos por defender | Puntos ganados | Puntos después | Motivo               |
| ----- | ---------------- | ------------ | ------------------- | -------------- | -------------- | -------------------- |
| 17    | Danielle Collins | 2273         | 105                 | 0              | 2168           | Lesión en el cuello. |

### Dobles femenino
| Tenista                                | Clasif | Preclasificadas |
| Veronika Kudermétova Elise Mertens     | 6      | 1               |
| Gabriela Dabrowski Giuliana Olmos      | 17     | 2               |
| Cori Gauff Jessica Pegula              | 18     | 3               |
| Storm Sanders Shuai Zhang              | 22     | 4               |
| Desirae Krawczyk Demi Schuurs          | 28     | 5               |
| Liudmila Kichenok Jeļena Ostapenko     | 30     | 6               |
| Beatriz Haddad Maia Barbora Krejčiková | 32     | 7               |
| Alexa Guarachi Andreja Klepač          | 43     | 8               |

## Campeones

### Individual masculino
Pablo Carreño venció a  Hubert Hurkacz por 3-6, 6-3, 6-3

### Individual femenino
Simona Halep venció a  Beatriz Haddad Maia por 6-3, 2-6, 6-3

### Dobles masculino
Wesley Koolhof /  Neal Skupski vencieron a  Daniel Evans /  John Peers por 6-2, 4-6, [10-6]

### Dobles femenino
Cori Gauff /  Jessica Pegula vencieron a  Nicole Melichar /  Ellen Perez por 6-4, 6-7(5-7), [10-5]